# Big Creek (Kalifornia)
Big Creek statisztikai település az USA Kalifornia államában, Fresno megyében. Lakosainak száma 151 fő (2020. április 1.).

## Népesség
A település népességének változása:

| 2010 | 175 |
| 2020 | 151 |